# Campionato europeo femminile under 19 di calcio 2015
Il Campionato europeo femminile under 19 di calcio 2015 è stata la 18ª edizione del torneo organizzato dall'Union of European Football Associations (UEFA) e riservato alle formazioni composte di atlete nate dopo il 1º gennaio 1996. La fase finale, che si è disputata in Israele dal 15 al 27 luglio 2015, ha visto conquistare il titolo dalla formazione svedese, la quale lo aggiunge al palmarès dopo quelli ottenuti nel 1999, riservato a formazioni Under-18, e 2012.

## Qualificazioni
Le qualificazioni prevedono due fasi. Nella prima, in programma tra il 13 e il 18 settembre 2014, 44 squadre sono state divise in 11 gironi di 4. Le prime classificate di ogni girone e le 10 migliori seconde si sono qualificate per la seconda fase, a cui sono state ammesse direttamente Francia Germania e Inghilterra.
Le 24 squadre rimaste sono state divise in 6 gironi di 4. Le vincitrici di ogni girone e la migliore seconda classificata si sono qualificate per la fase finale:

## Squadre qualificate
Alla nazionale di Israele, qualificata di diritto in quanto paese ospitante, si sono aggiunte le sei nazionali vincitrici dei sei gruppi Elite della fase di qualificazione e la migliore seconda.

### Squadre qualificate
La seguente tabella riporta le otto nazionali qualificate per la fase finale del torneo, con le informazioni relative ai precedenti tornei solamente per under-19.
| Nazionale   | Metodo di qualificazione        | fasi finali disputate | Ultima qualificazione | Migliore risultato nel torneo                  |
| ----------- | ------------------------------- | --------------------- | --------------------- | ---------------------------------------------- |
| Israele     | Ospitante                       | 1                     | -                     | Debutto                                        |
| Spagna      | Vincitrice fase élite, Gruppo 1 | 12                    | 2014                  | Campione (2004)                                |
| Svezia      | Vincitrice fase élite, Gruppo 2 | 11                    | 2014                  | Campione (1999 e 2012)                         |
| Francia     | Vincitrice fase élite, Gruppo 3 | 13                    | 2013                  | Campione (2003, 2010 e 2013)                   |
| Inghilterra | Vincitrice fase élite, Gruppo 4 | 11                    | 2014                  | Campione (2009)                                |
| Germania    | Vincitrice fase élite, Gruppo 5 | 16                    | 2013                  | Campione (2000, 2001, 2002, 2006, 2007 e 2011) |
| Danimarca   | Vincitrice fase élite, Gruppo 6 | 8                     | 2013                  | Campione (1998)                                |
| Norvegia    | Migliore 2ª fase élite          | 10                    | 2014                  | Finalista (2003, 2008 e 2011)                  |

## Fase a gironi
Il sorteggio si è tenuto ad Haifa, Israele, il 20 maggio 2015. Le prime due classificate dei due gruppi accedono alle semifinali e al Campionato mondiale femminile under 20 di calcio 2016.

### Gruppo A
| Pos. | Squadra   | Pt | G | V | N | P | GF | GS | DR |
| ---- | --------- | -- | - | - | - | - | -- | -- | -- |
| 1.   | Francia   | 9  | 3 | 3 | 0 | 0 | 6  | 0  | +6 |
| 2.   | Svezia    | 6  | 3 | 2 | 0 | 1 | 4  | 1  | +3 |
| 3.   | Danimarca | 3  | 3 | 1 | 0 | 2 | 2  | 3  | -1 |
| 4.   | Israele   | 0  | 3 | 0 | 0 | 3 | 1  | 9  | -8 |

| Arbitro: | Ana Minić |

|           |           |  |
| Léger 49’ | Marcatori |  |

| Arbitro: | Rhona Daly |

|  |           |                                 |
|  | Marcatori | 22’ Björn 28’, 72’ Blackstenius |

| Arbitro: | Lorraine Clark |

|                      |           |  |
| Angeldahl 35’ (rig.) | Marcatori |  |

| Arbitro: | Lina Lehtovaara |

|  |           |                                            |
|  | Marcatori | 10’ Matéo 26’ Carage 63’ Gathrat 90’ Léger |

| Arbitro: | Eleni Lampadariou |

|                   |           |            |
| Sørensen 33’, 60’ | Marcatori | 22’ Avital |

| Arbitro: | Rhona Daly |

|  |           |                     |
|  | Marcatori | 5’ (aut.) Andersson |

### Gruppo B
| Pos. | Squadra     | Pt | G | V | N | P | GF | GS | DR |
| ---- | ----------- | -- | - | - | - | - | -- | -- | -- |
| 1.   | Germania    | 6  | 3 | 2 | 0 | 1 | 3  | 3  | 0  |
| 2.   | Spagna      | 6  | 3 | 2 | 0 | 1 | 7  | 2  | +5 |
| 3.   | Norvegia    | 4  | 3 | 1 | 1 | 1 | 2  | 4  | -2 |
| 4.   | Inghilterra | 1  | 3 | 0 | 1 | 2 | 2  | 5  | -3 |

| Arbitro: | Lina Lehtovaara |

|            |           |                       |
| George 30’ | Marcatori | 25’ Ehegötz 87’ Knaak |

| Arbitro: | Esther Azzopardi |

|                                           |           |  |
| Redondo 22’, 83’ Nahikari 26’ Garrote 38’ | Marcatori |  |

| Arbitro: | Eleni Lampadariou |

|          |           |                                    |
| Flint 9’ | Marcatori | 54’ Garrote 82’ Redondo 90’ Gálvez |

| Arbitro: | Ana Minić |

|  |           |                              |
|  | Marcatori | 5’ Fjelldal 33’ (aut.) Knaak |

| Ramla 21 luglio 2015, ore 19:30 UTC+2 | Norvegia         | 0 – 0 referto | Inghilterra | Stadio Municipale Ramla (200 spett.)\| Arbitro: \| Esther Azzopardi \| |
| Arbitro:                              | Esther Azzopardi |               |             |                                                                        |

| Arbitro: | Lorraine Clark |

|                   |           |  |
| Gálvez 39’ (aut.) | Marcatori |  |

## Fase finale

### Tabellone
|  | Semifinali | Semifinali | Semifinali |        |        | Finale | Finale | Finale |  |
|  |            |            |            |        |        |        |        |        |  |
|  | A1         | Francia    | 1 (4)      |        |        |        |        |        |  |
|  | A1         | Francia    | 1 (4)      |        |        |        |        |        |  |
|  | B2         | Spagna     | 1 (5)      |        |        |        |        |        |  |
|  | B2         | Spagna     | 1 (5)      |        | Spagna | Spagna | 1      |        |  |
|  |            |            |            |        | Spagna | Spagna | 1      |        |  |
|  |            |            | Svezia     | Svezia | 3      |        |        |        |  |
|  | B1         | Germania   | Svezia     | Svezia | 3      | 3 (2)  |        |        |  |
|  | B1         | Germania   |            |        |        |        |        |        |  |
|  | A2         | Svezia     | 3 (4)      |        |        |        |        |        |  |

### Semifinali
| Arbitro: | Esther Azzopardi |

|                                |                      |                                        |
| Knaak 12’ Ehegötz 58’ Gier 78’ | Marcatori            | 21’ Almqvist 44’, 88’ Blackstenius     |
| Knaak Gier Rauch Gaugigl       | Tiri di rigore 2 – 4 | Angeldahl Björn Blackstenius Blomqvist |

| Arbitro: | Rhona Daly |

|                                            |                      |                                           |
| Léger 36’                                  | Marcatori            | 42’ Sánchez                               |
| Greboval Lahmari Karchaoui Romanelli Léger | Tiri di rigore 4 – 5 | Domínguez Hernández Ortega Beltrán García |

### Finale
| Arbitro: | Lina Lehtovaara |

|               |           |                                     |
| Hernández 81’ | Marcatori | 28’, 36’ Blackstenius 89’ Angeldahl |

## Classifica marcatrici
Fonte: Sito UEFA
6 reti
- Stina Blackstenius

3 reti
- Marie-Charlotte Léger
- Alba Redondo

2 reti
- Nicoline Sørensen
- Nina Ehegötz
- Rebecca Knaak
- Pilar Garrote
- Filippa Angeldahl

1 rete
- Natasha Flint
- Gabrielle George
- Noémie Carage
- Juliane Gathrat
- Clara Matéo
- Madeline Gier
- Eden Avital

- Vilde Fjelldal
- Rocío Gálvez
- Nahikari García
- Sandra Hernández
- Andrea Sánchez
- Tove Almqvist
- Nathalie Björn

autogol
- Rebecca Knaak (pro Norvegia)
- Rocío Gálvez (pro Germania)
- Emelie Andersson (pro Francia)

## Squadra del torneo
Fonte: Sito UEFA
Portieri
- Lena Pauels
- Caitlin Leach

Difensori
- Théa Greboval
- Rebecca Knaak
- Pauline Dhaeyer
- Rocío Gálvez
- Felicitas Rauch
- Nathalie Björn

Centrocampisti
- Jodie Brett
- Pilar Garrote
- Juliane Gathrat
- Maёlle Garbino
- Sandra Hernández

Attaccanti
- Stina Blackstenius
- Tove Almqvist
- Nahikari García
- Eden Avital
- Madeline Gier